# Tartarocreagris ozarkensis
Tartarocreagris ozarkensis es una especie de arácnido del orden Pseudoscorpionida de la familia Neobisiidae.

## Distribución geográfica
Se encuentra en Arkansas (Estados Unidos).